# Баєв Борис Федорович
Баєв Борис Федорович (12.08.1923, село Аполлонівка, Сахновщинського району, Харківської області — 07.01.1979, Київ) — український психолог, доктор психологічних наук, професор, фахівець в області вікової та педагогічної психології, психології мови. Учасник нацистсько-радянської війни. Нагороджений медалями та орденом Слави III ст., медаллю «За доблесну працю».

## Біографія
Після війни закінчив філологічний факультет КДУ імені Т. Г. Шевченка, після чого вчителював в м. Жданові. У 1951 р. поступив в аспірантуру НДІ психології УРСР. Тут пройшов шлях від наукового співробітника до завідувача лабораторією та заступника директора з наукової роботи.
У 1967 р. захистив докторську дисертацію на тему «Психологія внутрішньої мови».
З 1972 р. очолював кафедру загальної та інженерної психології КДУ імені Т. Г. Шевченка.
Теоретично і експериментально розробляв проблеми інтеріорізації мови, індивідуально-психологічних особливостей особистості та ін.
Багато років був відповідальним редактором республіканської науково-методичної збірки «Психологія».
Автор монографій: «Психологія внутрішнього мовлення», 1967 р. та «Психологічне вивчення учнів», 1970 рік.